# Hiji
Hiji (日出町?) è una cittadina giapponese della prefettura di Ōita.